# The Boys of Summer
"The Boys of Summer" é uma música do cantor norte-americano Don Henley.
Gravada originalmente em 1984 para o álbum Building the Perfect Beast, a canção já teve inúmeras versões feitas por diversos artistas internacionais e sendo incluída em várias listas de melhores videoclipes já produzidos.

## Versões
Uma de suas versões mais recentes é do quarteto formado pelos de cantores noruegueses Espen Lind, Kurt Nilsen, Askil Holm e Alejandro Fuentes, de 2006 e que chegou ao Top 20 da parada das rádios do país, sendo incluída no álbum Hallelujah Live lançado pelo grupo.

### Paradas
| Parada             | Posição |
| ------------------ | ------- |
| Noruega - VG Lista | 12      |